# Chav

En stereotyp chav.

Chav är ett brittiskt slangord som först belagts år 1998 med sitt ursprung i södra England. Oxford English Dictionary definierar chav som en ung person som utmärker sig genom ohyfsat och vårdslöst beteende och (ofta sportiga) märkeskläder; ordet har bibetydelsen att denna person har låg social status.

## Etymologi
Ordet är av osäkert ursprung, men härstammar förmodligen från romani čhavo ’pojke’, möjligen via angloromani chavvy ’barn’, jämför svenska tjabo av samma ursprung, eller tjej av romani čhai, en femininbildning till čhavo. Andra mindre troliga förklaringar existerar till ordets ursprung, som att det ska vara en förkortning av stadsnamnet Chatham där ibland sägs ha sitt ursprung, eller att det skulle vara en förkortning av frasen council housing and violent, men detta anses vara en backronym. I Skottland används ordet Ned i motsvarande betydelse.

## Stereotyp
Den subkulturella stereotypen är fixerad på saker såsom grälla smycken (Bling-bling) och äkta eller kopierade designerkläder med det rutiga Burberrymönstret "nova" och märken såsom Adidas och Nike. Till detta kommer en kultur av antisocialt beteende och våld som ofta leder till samhälleliga åtgärder som ASBO (anti-social behaviour order).

## Chav i populärkultur
En tydlig stereotyp av en chav är Vicky Pollard i TV-serien Little Britain.

### Artiklar
- Larcombe, Duncan (10 april 2006). ”Future bling of England”. London: The Sun Online. http://www.thesun.co.uk/article/0,,2-2006160428,00.html. Läst 6 mars 2007.
- Ward, David (9 oktober 2004). ”Get hip to Chav as this year's wizard word”. The Guardian (London: Guardian Unlimited). http://www.guardian.co.uk/uk_news/story/0,3604,1330487,00.html. Läst 6 mars 2007.
- Jackson, Melissa (10 januari 2005). ”Music to deter yobs by”. BBC News Magazine. http://news.bbc.co.uk/1/hi/magazine/4154711.stm. Läst 6 mars 2007.
- ”End Of 'Hooligan' Cap”. Sky News. 10 september 2004. Arkiverad från originalet den 27 april 2006. https://web.archive.org/web/20060427201308/http://www.sky.com/skynews/article/0,,30000-13218423,00.html. Läst 6 mars 2007.
- Lewis, Jemima (1 februari 2004). ”In defence of snobbery”. London: Daily Telegraph. http://www.telegraph.co.uk/comment/personal-view/3602136/In-defence-of-snobbery.html. Läst 6 mars 2007.
- Harris, John (6 mars 2007). ”So now we've finally got our very own 'white trash'”. The Guardian (London: Guardian Unlimited). http://www.guardian.co.uk/commentisfree/story/0,,2027432,00.html. Läst 6 mars 2007.